# Фестивальна площа (Запоріжжя)
Фестива́льна пло́ща — центральна площа Запоріжжя. Розташована в центрі міста на Соборному проспекті, — це найбільш поширене місце проведення концертів, громадських заходів та мітингів.
Від Фестивальної площі пролягає Центральний бульвар 300-метровою стрічкою йде вниз до Дніпра. Площа і прилегла до неї місцевість — це в минулому Вознесенівська гора, найвища точка міста (87 метрів над рівнем моря).

## Історія
Сучасне обличчя Вознесенівської гори — справа рук запоріжців, так ще чверть століття тому тут стояли будиночки села Вознесенівка, заснованого в 1871 році козаками Нешкребівської застави та рибалками. А ще раніше, як свідчать історичні джерела, тут була слобідка Підгородня.
Розкрити історію Вознесенівської гори допомогли розкопки. У 1957 році археологи виявили на горі древній курган. Було доведено, що це поховання ІІІ століття до нашої ери. Вчені знайшли чимало унікальних речей VII—VIII століть нашої ери. Серед знахідок — кінська збруя і військова атрибутика, прикраси з золота і срібла у вигляді орла, лева. Тільки срібних і з позолотою бляшок — більш як 1400.
У XVI—XVIII століттях ці землі належали Запорозькій Січі. У 1795 році слобідка Підгородня була перейменована у Вознесенку. Звідси і Вознесенівська гора й Вознесенівський узвіз. На маківці гори стояло укріплення, обгороджене земляним валом. Неодноразово над ним підіймалася чорна хмара диму від палаючих бочок зі смолою. Дим бачили здалеку, він був сигналом: «Йде орда». Поселенці поспішали за вал. Коли ординці кидалися в наступ — давали відсіч.
Цікаво, що на схилі Вознесенівської гори донедавна зберігалась хата Левченка, яка була побудована у першій половині XVI століття.
У 1900 році у Вознесенці, що була вже великим волосним селом, виникла протиурядова підпільна організація. У будинку Гайдука друкувалися листівки, що закликали до боротьби з царизмом.
14 березня 2025 року Запорізька міської рада оприлюднила рішення, ухвалене на 28-й сесії, що стосуються землевпорядної документації. Одним із них стало надання Управлінню Запорізької єпархії УПЦ (ПЦУ) дозволу на підготовку проєкту землеустрою для майбутнього храму. Відповідно з рішенням, ділянка загальною площею 0,72 га, розташована в районі Фестивальної площі, буде використана для будівництва храму, а після завершення робіт землю передадуть у постійне користування релігійній громаді.

## Інфраструктура
Головною окрасою площі є фонтан, який був побудований у 1980 році з нагоди Олімпіади у Москві, цей фонтан є одним із перших світломузичних фонтанів у колишньому СРСР. В основу проекту покладено дипломну роботу студентів Єреванського державного університету.
1 травня 1986 році на площі Жовтневій (нині — Фестивальній) відкритий музичний фонтан, який обладнаний 280 різнокольоровими лампочками та 700 струмами. Фонтан реконструйований у 1995 році. Традиційно відкривався до кожного літнього сезону, і був обов'язковим елементом міських масових дійств та фестивалів. У спекотні літні дні він дарував запорожцям і гостям міста прохолоду, а у темний час доби — красиве підсвічування й музичний супровід. Наразі, з 2013 року, фонтан не функціонує.
Влітку на площі відкриваються безліч кафе і барів. Ще одним надбанням площі є парк — улюблене місце для прогулянок мешканців та гостей міста.
Фестивальна площа — центр культурного життя Запоріжжя, його головна визначна пам'ятка, яку повинен відвідати кожен турист.
24 серпня 2013 року, під час святкування Дня Незалежності України, був презентований запоріжцям проект нового музичного фонтана в центрі міста Запоріжжя на Фестивальній площі, який отримав назву «Безмежність», який, на жаль, утілити не вдалося через фінансові сторони питання.
5 серпня 2016 року, після трирічної перерви, було запущено фонтан на Фестивальній площі в тестовому режимі з нагоди підготовки до святкування 25-річного ювілею Незалежності України.
15 серпня 2016 року на сесії Запорізького міського виконавчого комітету головний міський фонтан передано на баланс КП «Титан». Реконструкцію фонтану було заплановано на 2017 рік, під час якої планувалося впровадити енергоощадні технології.
23 серпня 2016 року запорізькі комунальники відновили фонтан в робочому режимі і прикрасили його патріотичними принтами.
17 грудня 2016 року, в ході підготовки до відкриття 19 грудня 2016 року новорічної ялинки на Фестивальній площі, вперше встановлені на площі дитячі містечка, дерев'яні будиночки для торгівлі у вигляді моделей історико-культурного комплексу «Запорізька Січ» під час новорічних свят до січня 2017 року.

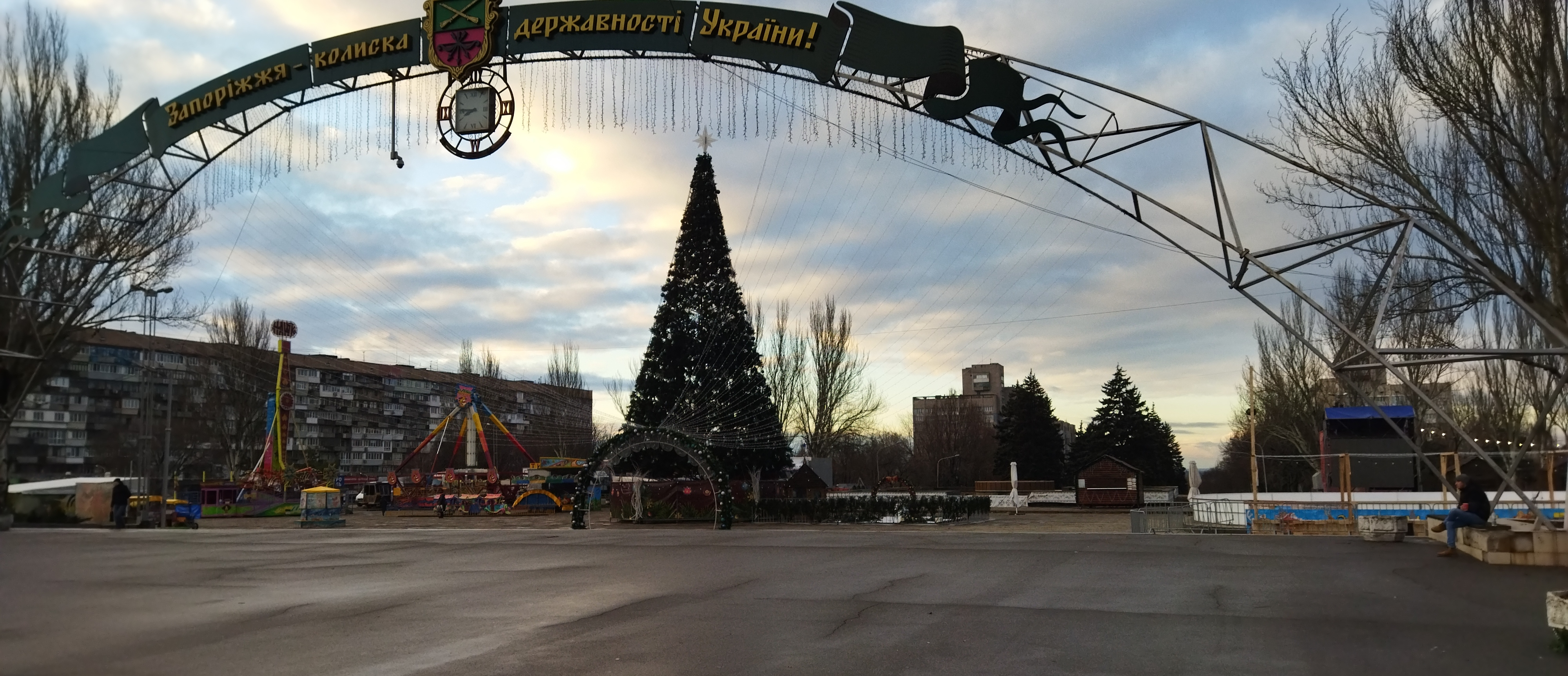
Головна новорічна ялинка Запорізької області (2021)

Щороку на площі встановлюють парк атракціонів. У новорічні свята на центральній площі міста встановлюється зазвичай головна ялинка Запорізької області.
В результаті проведеного тендеру на 2021 рік було заплановано виділити на реконструкцію Фестивальної площі 76 млн гривень.
25 листопада 2021 року, під час обговорення проєктів, які планувалося втілити у Запоріжжі за програмою Президента України «Велике будівництво» відбулася презентація проєкту реконструкції площі Фестивальної.
10 жовтня 2022 року, близько 02:00 години, російські окупанти завдали чергового ракетного удару по центру міста Запоріжжя, в результаті обстрілу було зафіксовано 7 ракетних ударів, а одна з ракет влучила у п'типоверховий житловий будинок, а інша влучила у площу Фестивальну за декілька метрів від проспекту Соборного. Внаслідок ракетного удару в будівлях Запорізької ОДА, головпоштамту, готелю «Intourist Hotel Zaporizhia» та інших навколишніх будівлях частково повибивало шибки у вікнах. Від обстрілів також зазнав руйнувань дитячий дошкільний навчальний заклад, який теж був розташований у центрі міста.

## Галерея

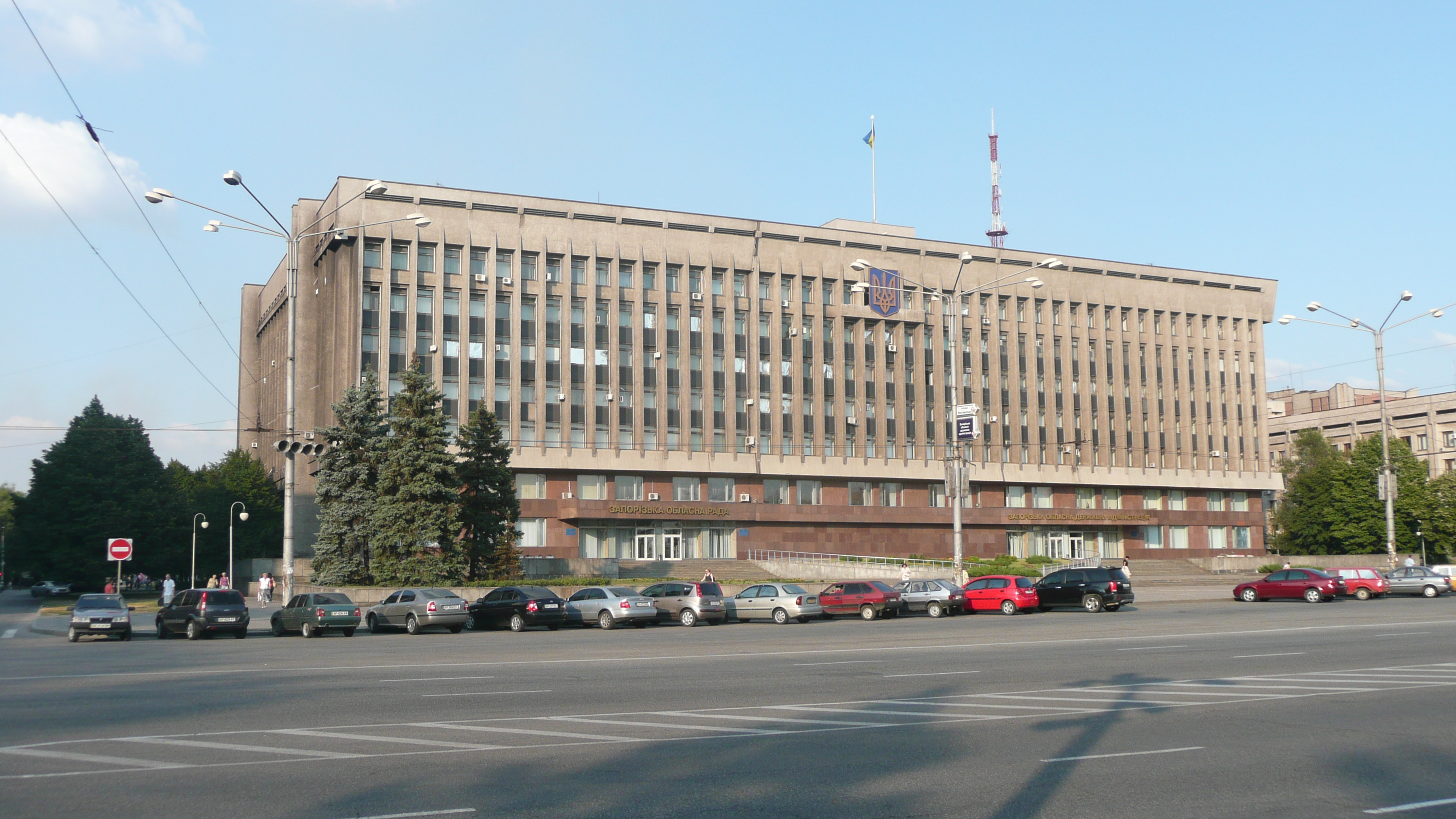
Запорізька обласна державна адміністрація
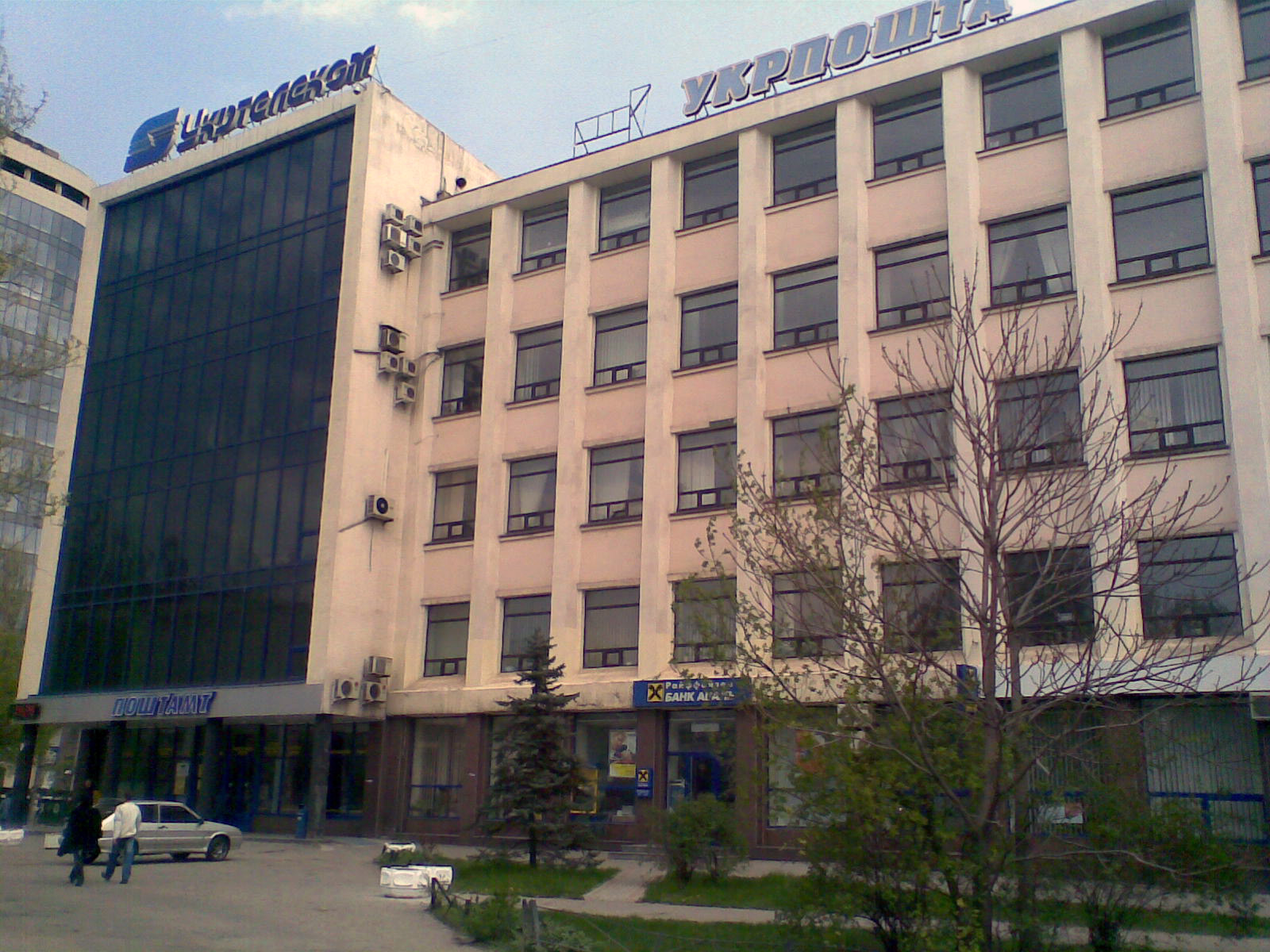
Головпоштамт
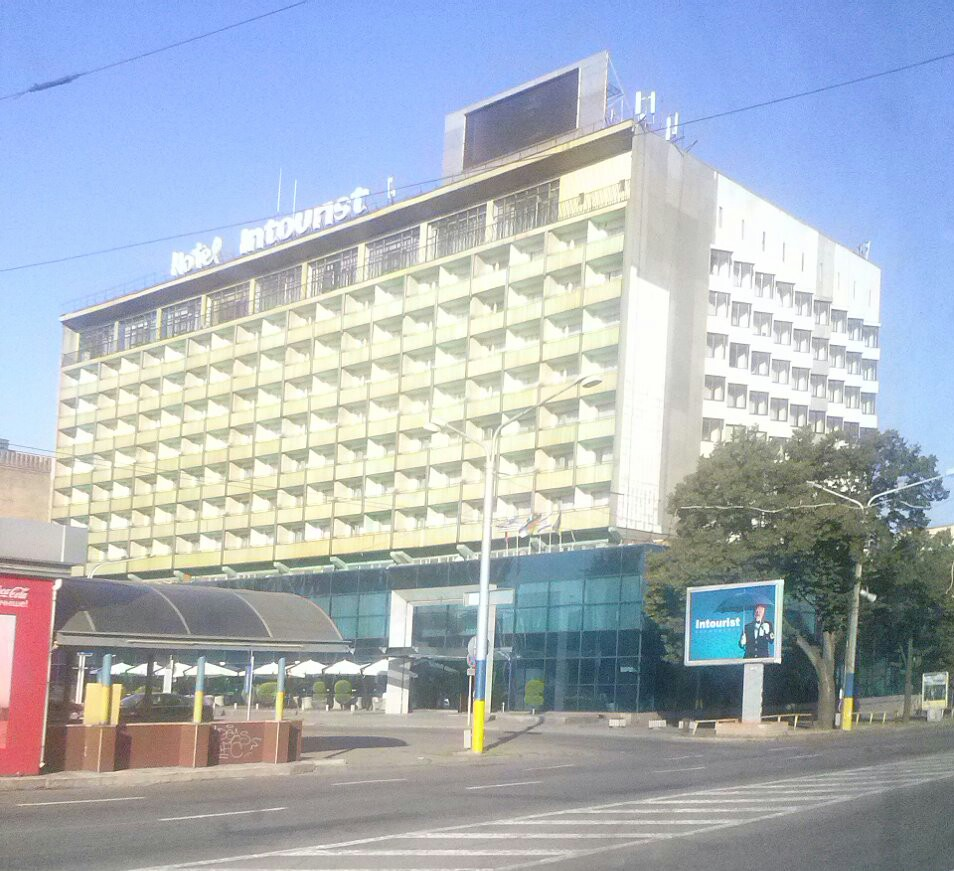
Готель «Intourist Hotel Zaporizhia»
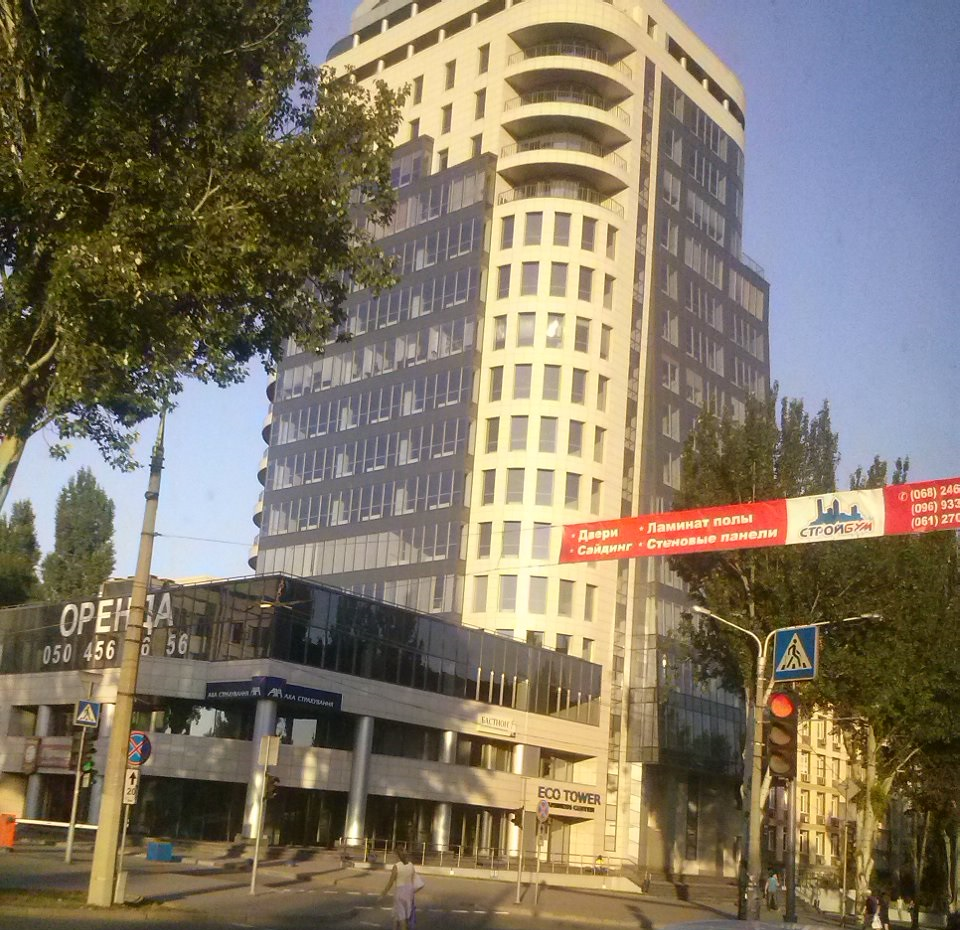
Бізнес-центр «Eco tower» (19-ти поверхова будівля, побудована у 2010 році і є найвищою будівлею Запоріжжя)